# Ari Stidham

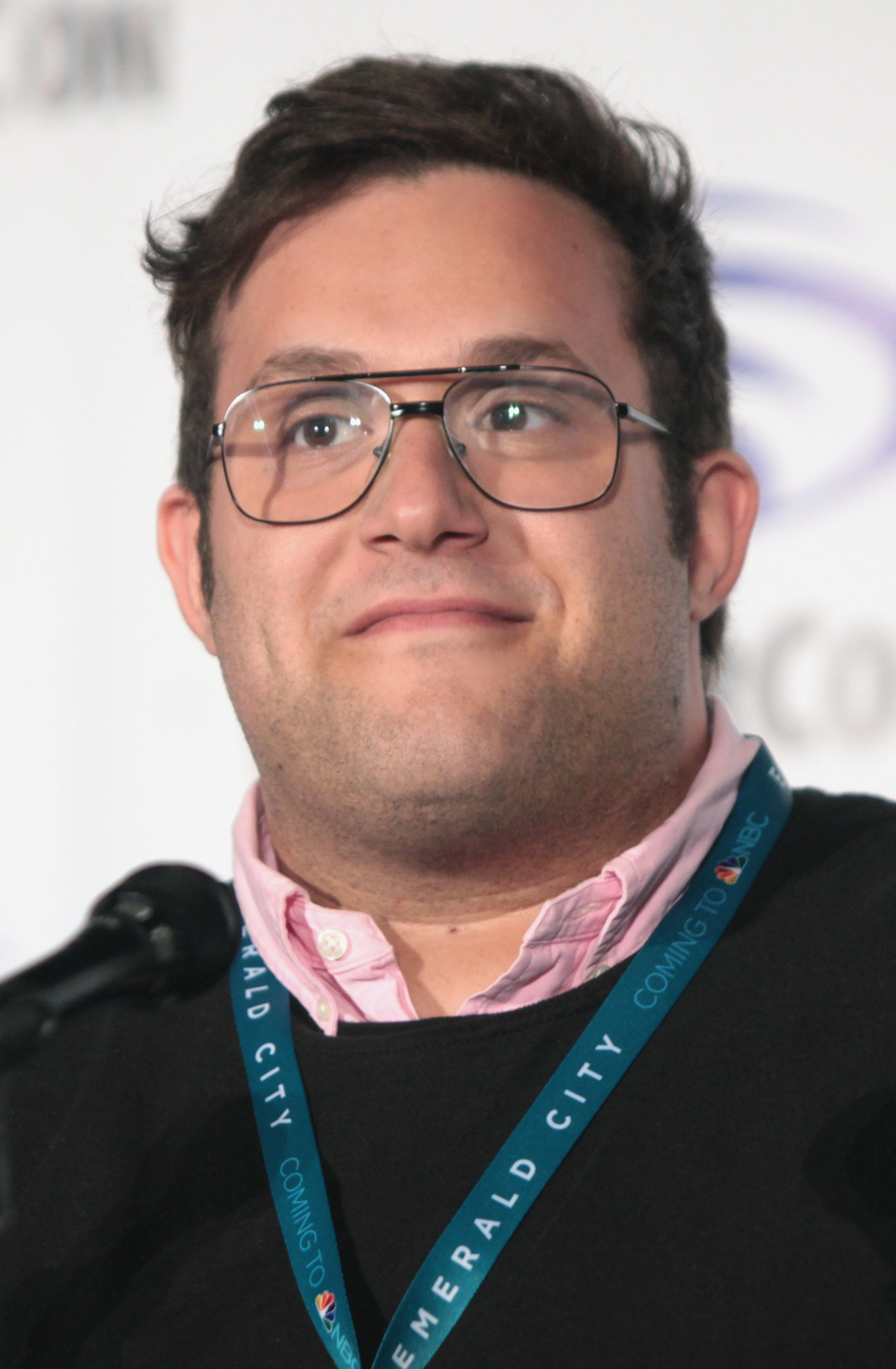
Ari Stidham (2016)

Ari Stidham (* 22. August 1992 in Westlake Village, Kalifornien) ist ein US-amerikanischer Schauspieler.

## Leben
Ari Stidhams Vater ist ein sephardisch-jüdischer Mann und seine Mutter eine aschkenasisch-jüdische Frau. Während Stidhams Großeltern mütterlicherseits aus Russland kamen, kamen seine Großeltern väterlicherseits aus Marokko und den Vereinigten Staaten. Er identifiziert sich nicht als religiös jüdisch, aber als kulturell jüdisch.
Neben der Schauspielerei beschäftigt sich Ari Stidham auch noch mit Musik. 2010 hatte er seine erste größere Rolle in der Fernsehserie Huge. Danach hatte er Gastauftritte in Serien wie Mike & Molly und Glee. Von 2014 bis 2018 spielte Stidham eine der Hauptrollen in der Fernsehserie Scorpion.

## Filmografie (Auswahl)
- 2009: Jacks Box (Kurzfilm)
- 2010: Huge (Fernsehserie, 10 Folgen)
- 2010: Die ganze Wahrheit (The Whole Truth, Fernsehserie, Folge 1x04)
- 2011: Glee (Fernsehserie, Folge 2x14)
- 2011: Talon’s Rant
- 2012: Kidnapp Party
- 2013: Mike & Molly (Fernsehserie, Folge 3x16)
- 2013: The Crazy Ones (Fernsehserie, Folgen 1x02, 1x11)
- 2014–2018: Scorpion (Fernsehserie, 93 Folgen)
- 2015: Con Man (Fernsehserie, 3 Folgen)
- 2016–2017: Insecure (Fernsehserie, Folgen 1x07, 2x06)
- 2020: The Fugitive (Miniserie, 1 Teil)
- 2022: Dealing with Dad
- 2023: Foil